# High1
High1 (koreanska: 하이원) är ett professionellt ishockeylag baserat i Goyang, Sydkorea, som spelar i Asia League Ice Hockey. Laget bildades 2004 som Kangwon Land (koreanska: 강원랜드), namngett efter ägarna Kangwon Land Corporation, men antog namnet High1 2007.

## Historik

### Bildandet av laget
Klubben bildades 2004, främst av de spelare från de nedlagda lagen Hyundai och Dongwon som inte redan anslutit till Anyang Halla, samt av spelare som återvänt ifrån sin militärtjänstgöring.

### Säsongen (2004/2005)
Klubben spelade sin första match den 5 oktober 2004 mot Korea University, som en del av det sydkoreanska mästerskapet. Laget förlorade dock matchen med 3-2. De lyckade komma på tredje plats i Kangwon Cup i december samma år.

### Asia League Ice Hockey (2005- )
I juli 2005 offentliggjordes det att klubben blivit antagna att delta i the Asia League Ice Hockey säsongen 2005/2006. Samtidigt offentliggjordes det att laget skulle åka på ett träningsläger i Kanada, vilket inkluderade tio matcher mot lokalt motstånd.
Först säsongen laget deltog i ALIH kom de på sjunde plats i grundserien och missade slutspelet. Framgångarna har uteblivit i ALIH. Laget nådde en andra plats säsongen 2007/2008, men har aldrig nått längre än till semifinal (4 gånger).

## Spelare
Kanadensaren Michael Swift har vunnit den totala poängligan för ALIH två gånger. Han har även kontrakt med klubben säsongen 
2014/2015. Två svenskar har splat för klubben: Pontus Moren (2006/2007) och Magnus Österby (2008/2009).